# Tangkuban Parahu
Le Tangkuban Parahu, en indonésien Gunung Tangkuban Parahu, en javanais Gunung Tangkuban Prau, en soundanais Tangkuban Perahu (littéralement : « bateau renversé »), est un volcan d'Indonésie situé dans l'Ouest de Java, juste au nord de Bandung. Il fait partie de la chaîne de volcans qui compose le relief volcanique du nord du district de Bandung, incluant le mont Manglayang.

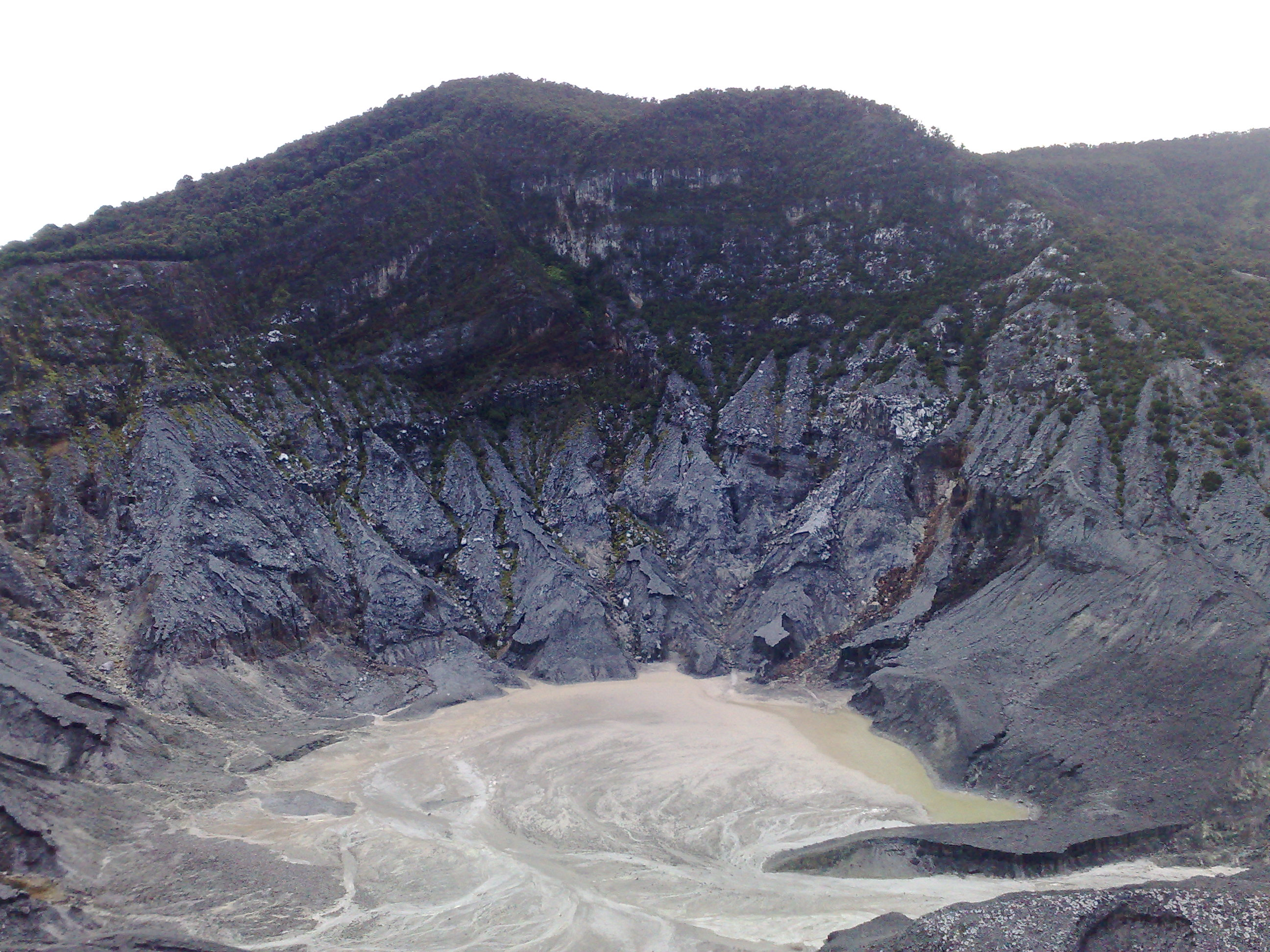
Vue du cratère sommital.
Éruption vers 1920. Photographie de Ohannes Kurkdjian (en).